# Мері Енн Кларк
Мері Енн Кларк, уроджена Томпсон (англ. Mary Anne Clarke (Thompson); 3 квітня 1776, Лондон — 21 липня 1852, Париж) — коханка Фредеріка Августа, герцога Йоркського та Олбані, господиня літературного салону.

## Біографія
В 1803 році Мері Енн Кларк стала коханкою Фредеріка Августа, герцога Йоркського та Олбані, головнокомандувача британської армії. У тому ж році стало відомо про її скандальні продажі офіцерських звань у британській армії. Герцог був змушений подати у відставку, але потім був визнаний невинним та поновлений на посаді. В 1813 році Мері Енн Кларк була засуджена до ув'язнення. Після звільнення мешкала у Франції, де прославилася своїм літературним салоном.
Мері Енн Кларк — бабуся карикатуриста Джорджу дю Мор'є і прапрабабуся письменниці Дафни дю Мор'є, яка написала про неї книгу «Мері Енн».